# Condado de Starr
O Condado de Starr é um dos 254 condados do estado norte-americano do Texas. A sede do condado é Rio Grande City, e sua maior cidade é Rio Grande City.
O condado possui uma área de 3 184 km² (dos quais 16 km² estão cobertos por água), uma população de 53 597 habitantes, e uma densidade populacional de 17 hab/km² (segundo o censo nacional de 2000).
O condado foi criado em 1848.